# Oconto County
Oconto County är ett administrativt område i delstaten Wisconsin, USA. År 2010 hade countyt 37 660 invånare. Den administrativa huvudorten (county seat) är Oconto.

## Geografi
Enligt United States Census Bureau har countyt en total area på 2 976 km². 2 585 km² av den arean är land och 391 km² är vatten.

### Angränsande countyn
- Marinette County, Wisconsin - nordost
- Brown County, Wisconsin - syd
- Shawano County, Wisconsin - sydväst
- Menominee County, Wisconsin - väst
- Langlade County, Wisconsin - väst
- Forest County, Wisconsin - nordväst